# Phare de Rimini
Le phare de Rimini (en italien : Faro di Rimini) est un phare situé du côté est du chenal de Rimini, dans la région de Émilie-Romagne en Italie. Il est géré par la Marina Militare.

## Histoire
Le premier phare a été conçu par l'architecte Luigi Vanvitelli en 1733, sur la volonté du pape Clément XII, mais la tour a ensuite été achevée en 1745 par Giovanni Francesco Buonamici (en). En 1911, le phare a été géré par la Regia Marina qui a élevé la tour de 9 mètres et a électrifié la lanterne. Partiellement détruit lors des bombardements de la Seconde Guerre mondiale, le phare a été reconstruit en 1946. Il est localisé sur la Via Destra del Porto.

## Description
Le phare  est une tour quadrangulaire de 27 m de haut, avec galerie et lanterne métallique surmontant une maison de gardien en brique de deux étages. Le phare est blanc et le dôme de la lanterne est gris métallique. Il émet, à une hauteur focale de 27 m, trois éclats blancs toutes les 12 secondes. Sa portée est de 15 milles nautiques (environ 28 km) pour le feu principal et 11 milles nautiques (environ 20 km) pour le feu de veille.
Identifiant : ARLHS : ITA-152 ; EF-4005 - Amirauté : E2394 - NGA : 11324 .

## Caractéristiques dufeu maritime
Fréquence : 12 s (W-W-W)
- Lumière : 1 seconde
- Obscurité : 2 secondes
- Lumière : 1 seconde
- Obscurité : 2 secondes
- Lumière : 1 seconde
- Obscurité : 5 secondes

### Lien connexe
- Liste des phares de l'Italie